# 15P/Finlay
15P/Finlay, komet komet Jupiterove obitelji, objekt blizu Zemlji.